# Richard Smith (regista)
Richard Smith (Cleveland, 17 settembre 1886 – Los Angeles, 1937) è stato un regista, sceneggiatore e attore cinematografico statunitense.
Agli albori della sua carriera, era un comico attivo nell'era vaudeville. Sposò Alice Howell nel 1910 e i due si esibirono insieme come Howell e Howell. Dopo aver lavorato sotto la direzione di Mack Sennett presso l'American Mutoscope and Biograph Company a New York City, Smith si trasferì a Los Angeles, California, recitando con la moglie in bobine prodotte dalla L-KO Kompany.
Mentre Howell era sotto contratto presso la Universal Studios, Smith la dirigeva in film descritti nel libro Clown Princes and Court Jesters da Kalton C. Lahue come «alcune delle commedie più memorabili della Universal degli anni Venti». Fu inoltre regista di Distilled Love con Oliver Hardy del 1920 (con il collega Vin Moore) e della prima pellicola dei fratelli Marx,  Humor Risk  (1921), ritenuta perduta. Nel 1925, il lavoro di regia di Smith includeva produzioni con Bert Roach, Neely Edwards e Charles Puffy. I suoi contributi alla Universal includevano una serie di commedie chiamate "The Collegians".

## Filmografia

### Attore

#### The Keystone Film Company
Accreditato come Dick Smith.
- 1914: The Noise of Bombs, regia di Mack Sennett (CM)
- 1914: Gussle, the Golfer, regia di Dell Henderson (CM)

#### L-KO Kompany
Accreditato come Dick Smith.
- 1915: Easy Money (CM)
- 1915: Too Many Bachelors (CM) - One of Peggy's Suitors
- 1915: Under the Table, regia di John G. Blystone (CM)
- 1915: A Stool Pigeon's Revenge, regia di John G. Blystone (CM)
- 1915: Scandal in the Family, regia di Henry Lehrman (CM)
- 1915: A Bathhouse Tragedy, regia di Edwin Frazee e Henry Lehrman (CM)
- 1915: Poor But Dishonest (CM)
- 1915: Disguised But Discovered (CM)
- 1915: From Beanery to Billions (CM)
- 1916: Flirtation a la Carte (CM)
- 1916: Saving Susie from the Sea (CM)
- 1916: Her Naughty Eyes (CM)
- 1916: Dad's Dollars and Dirty Doings (CM)
- 1916: The Double's Troubles, regia di John G. Blystone (CM)
- 1916: The Bankruptcy of Boggs and Schultz (CM)
- 1916: The Great Smash, regia di John G. Blystone (CM)
- 1916: How Stars Are Made, regia di John G. Blystone (CM)
- 1916: A Rural Romance (CM)
- 1916: Shooting His 'Art Out, regia di David Kirkland (CM)
- 1917: Fatty's Feature Fillum, regia di Fatty Voss (CM) - Desmond (come Richard Smith)
- 1918: Ambrose and His Widow, regia di Walter S. Fredericks (CM)
- 1918: Scars and Bars de Noel M. Smith (CM)
- 1919: A Rag Time Romance de Noel M. Smith (CM)
- 1919: Jazz and Jailbirds, regia di J.A. Howe (CM) - Thief
- 1919: Cymbelles and Boneheads, regia di Noel M. Smith (CM) :
- 1919: Let Fido Do It (CM), regia di Noel M. Smith

#### Vitagraph Company of America
Accreditato come Dick Smith.
- 1919: Tootsies and Tamales, regia di Noel M. Smith (CM)
- 1919: Healthy and Happy, regia di Noel M. Smith (CM)
- 1919: Flips and Flops, regia di Gilbert Pratt (CM)
- 1919: Yaps and Yokels, regia di Noel M. Smith (CM) - The Father
- 1919: Mates and Models, regia di Noel M. Smith (CM) - A Rival Artist
- 1919: Squabs and Squabbles, regia di Noel M. Smith (CM)
- 1919: Bungs and Bunglers, regia di Noel M. Smith (CM)
- 1919: Switches and Sweeties, regia di Noel M. Smith (CM)
- 1920: Dames and Dentists, regia di Noel M. Smith

#### Divers
Accreditato come Dick Smith.
- 1920: Distilled Love, regia di Vin Moore et Richard Smith (CM): The Color Blind Artist/Reelcraft Pictures
- 1920: Cinderella Cinders, regia di Frederick J. Ireland (CM): The Butler/Reelcraft Pictures
- 1920: Lunatics in Politics, regia di Richard Smith (CM): Reelcraft Pictures
- 1923: Taking Orders, regia di Alfred J. Goulding (CM): Century Film
- 1923: Little Miss Hollywood, regia di Al Herman (CM): Century Film
- 1926: Find the Woman - George Stevenson/H.B. Parkinson
- 1927: Baby Brother, regia di Robert A. McGowan e Charles Oelze (CM): Hal Roach Studios (come Richard Smith)

### Regista

#### L-KO Kompany
Accreditato come Dick Smith.
- 1917: That Dawgone Dog (CM)
- 1917: Little Bo-Peep (CM)
- 1917: Hearts and Flour (CM)
- 1917: The Sign of the Cucumber (CM)
- 1917: Street Cars and Carbuncles (CM)
- 1917: Vamping Reuben's Millions (CM)
- 1917: Double Dukes (CM)
- 1918: Ash-Can Alley (CM)

#### Divers
Accreditato come Dick Smith.
- 1920: Distilled Love (CM), co-regia con Vin Moore - Reelcraft Pictures
- 1920: Lunatics in Politics (CM) - Reelcraft Pictures
- 1920: Squirrel Time (CM) - Reelcraft Pictures
- 1921: Humor Risk (CM) - Caravel Comedy Company

#### Universal Pictures
Accreditato come Richard Smith.
- 1924: Mind Your Doctor (CM)
- 1924: Green Tees (CM)
- 1924: Horse Play (CM)
- 1924: Under a Spell (CM)
- 1925: The Lost Cord (CM) (anche sceneggiatore)
- 1925: Papa's Pet (CM) (come Dick Smith)
- 1925: Black Gold Bricks (CM)
- 1925: Tenting Out (CM) (come Dick Smith)
- 1925: Sleeping Sickness (CM) (come Dick Smith)
- 1925: A Nice Pickle (CM) (come Dick Smith; anche sceneggiatore)
- 1925: City Bound (CM)
- 1925: Unwelcome (CM)
- 1925: The Milky Way (CM) (anche sceneggiatore)
- 1925: Speak Easy (CM) (anche sceneggiatore)
- 1925: The Cat's Whiskers (CM) (anche sceneggiatore)
- 1925: Muddled Up (CM) (anche sceneggiatore)
- 1926: Horse Laugh (CM) (anche sceneggiatore)
- 1926: Fresh Paint (CM) (anche sceneggiatore)
- 1926: The Phoney Express (CM) (anche sceneggiatore)
- 1926: The College Yell (CM) (anche sceneggiatore)
- 1926: Help Wanted (CM) (anche sceneggiatore)
- 1926: Where's My Baby? (CM) (anche sceneggiatore)
- 1926: The Optimist (CM) (anche sceneggiatore)
- 1926: The Crowned Prince (CM) (come Dick Smith; anche sceneggiatore)
- 1926: Wise or Otherwise (CM)
- 1926: Love's Labor Lost (CM) (anche sceneggiatore)
- 1926: Mixed Doubles (CM) (anche sceneggiatore)
- 1926: Do or Bust (CM) (anche sceneggiatore)
- 1926: The Thirteenth Man (CM) (anche sceneggiatore)
- 1926: Who's Next? (CM) (anche sceneggiatore)
- 1926: Wide Open Faces (CM) (anche sceneggiatore)
- 1926: It's All Over Now (CM) (anche sceneggiatore)
- 1926: Wives and Women (CM)
- 1926: Nobody Loves Me (CM) (anche sceneggiatore)
- 1926: Babes in the Sawdust (CM) (anche sceneggiatore)
- 1926: Wild Bill (CM) (anche sceneggiatore)
- 1926: What Price Pleasure? (CM) (anche sceneggiatore)
- 1926: Hook or Crook (CM) (anche sceneggiatore)
- 1927: Oh! What a Kick! (CM)
- 1927: High and Dizzy (CM) (anche sceneggiatore)
- 1927: Why Mules Leave Home (CM)
- 1927: Ali Gazam (CM) (anche sceneggiatore)
- 1927: A One Man Show (CM)
- 1927: Red Suspenders (CM)
- 1927: A Sleepy Time Pal (CM) (anche sceneggiatore)
- 1929: Watch Your Friends (CM) (come Dick Smith)

### Solo sceneggiatore
Accreditato come Dick Smith.
- 1923: Chasing Wealth, regia di William Watson (CM) (soggetto)
- 1924: The Mandarin, regia di William Watson (CM) (soggetto)
- 1924: The Jail Bird, regia di William Watson (CM) (soggetto)
- 1924: Feather Pushers, regia di William Watson (CM) (soggetto)
- 1924: Ship Ahoy!, regia di Slim Summerville (CM)
- 1924: Marry When Young, regia di William Watson (CM) (soggetto)
- 1925: Locked Out (CM) (soggetto)
- 1925: Nearly Rich (CM) (soggetto)
- 1925: Rolling Stones de ? (CM) (soggetto)
- 1925: Nicely Rewarded(CM) (soggetto)
- 1925: The Lucky Accident (CM) (soggetto)
- 1925: The Greenhorn (CM) (soggetto)
- 1925: Pleasure Bent (CM) (soggetto)
- 1927: Surprised Honey (CM) (soggetto)
- 1936: Fibbing Fibbers, regia di Jack White (CM)